# Gonomyia (Paralipophleps) uncinata
Gonomyia (Paralipophleps) uncinata is een tweevleugelige uit de familie steltmuggen (Limoniidae). De soort komt voor in het Neotropisch gebied.